# Kamienica (Bielsko-Biała)

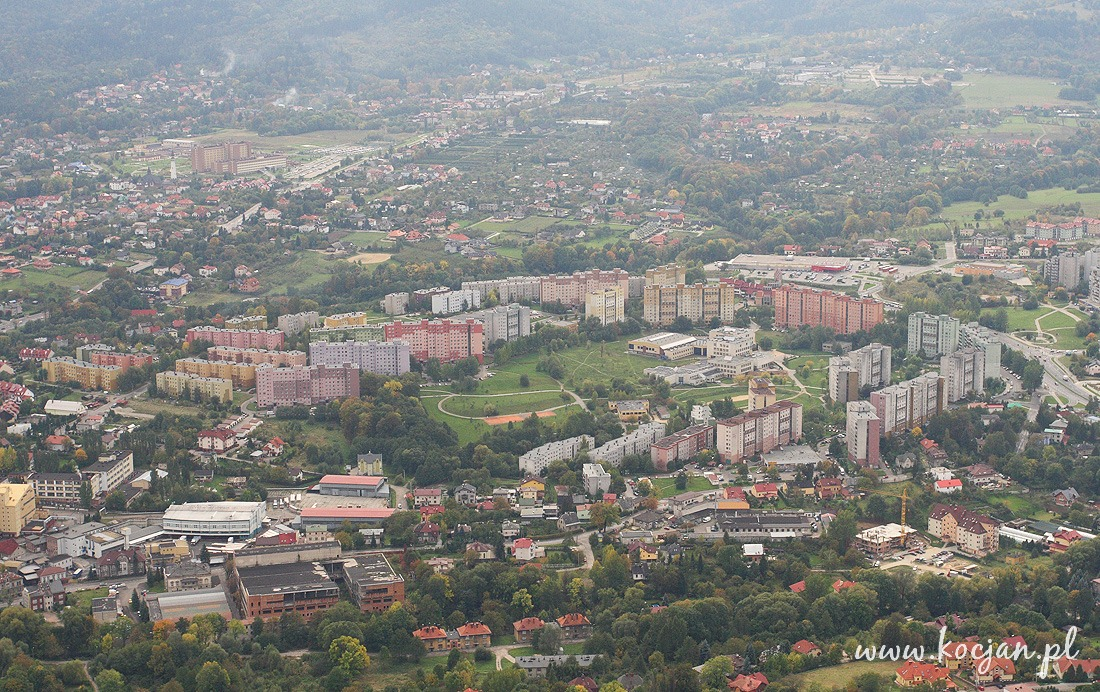
Überblick

Kamienica (deutsch Kamitz, Kamnitz oder Kemnitz) ist ein Stadtteil (Osiedle) von Bielsko-Biała in der Woiwodschaft Schlesien in Polen.

## Geographie
Kamienica liegt an der Grenze des Schlesischen Vorgebirges (Pogórze Śląskie, im Norden) und der Schlesischen Beskiden (Beskid Śląski, im Süden), etwa 3 km südwestlichen des Stadtzentrums.
Historisch hatte Kamienica eine Fläche von etwa 1850 ha. Der heutige Stadtteil hat 710,05 ha.

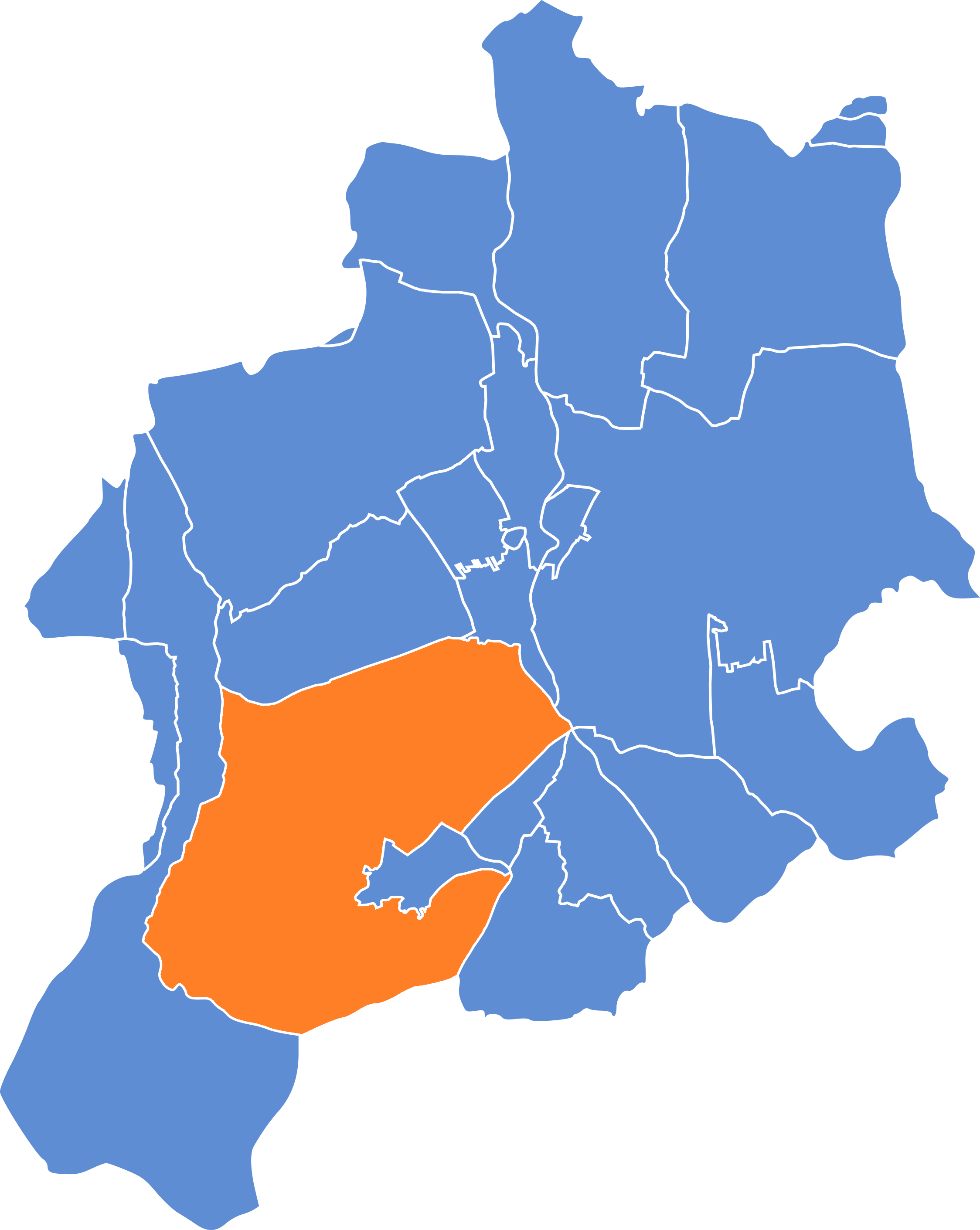
Historische Kamienica (orange)
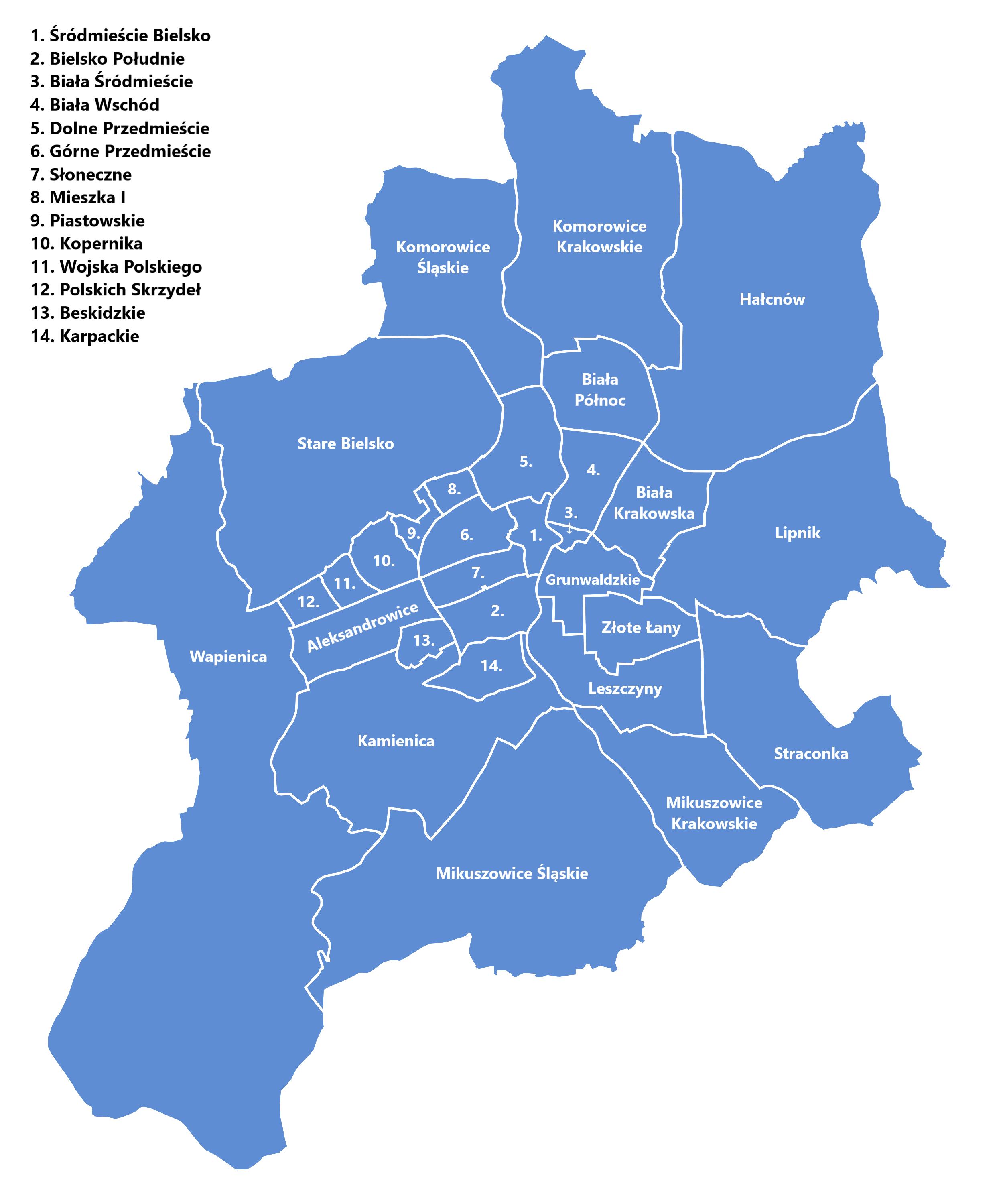
Heutige Stadtteile (Osiedla)

## Geschichte
Der Ort liegt im Olsagebiet (auch Teschener Schlesien, polnisch Śląsk Cieszyński).
Der Ort wurde circa 1305 im Liber fundationis episcopatus Vratislaviensis (Zehntregister des Bistums Breslau) erstmals urkundlich als Item in Kemnitz erwähnt. Der Name des Dorfes ist abgeleitet von dem slawischen Name des dort durchfließenden Flusses (auf Polnisch kamienny – steinern).
Politisch gehörte das Dorf ursprünglich zum Herzogtum Teschen, dies bestand ab 1290 in der Zeit des polnischen Partikularismus. Seit 1327 bestand die Lehnsherrschaft des Königreichs Böhmen und seit 1526 gehörte es zur Habsburgermonarchie. Seit 1572 gehörte es zur Herrschaft Bielitz (seit 1754 Herzogtum Bielitz).
Nach 1540 erfolgte unter Wenzel III. Adam die Reformation und die lokale römisch-katholische Kirche, 1547 gebaut, wurde im Jahre 1560 von Lutheranern übernommen. Eine Sonderkommission gab sie am 16. April 1654 Katholiken zurück. Nach dem Toleranzpatent wurde 1814 eine lutherische Pfarrei errichtet.
Nach der Aufhebung der Patrimonialherrschaften bildete es ab 1850 eine Gemeinde zusammen mit Olszówka Górna (Ober Ohlisch) in Österreichisch-Schlesien, Bezirk und Gerichtsbezirk Bielitz. In den Jahren 1880–1910 stieg die Einwohnerzahl der Gemeinde von 1946 im Jahr 1880 auf 3425 im Jahr 1910, es waren überwiegend deutschsprachige (zwischen 87,1 % und 92,3 %), auch polnischsprachige (zwischen 7,6 % und 12,8 %) und tschechischsprachige (4 im Jahr 1910). Im Jahr 1910 waren 56,7 % römisch-katholisch, 41,5 % evangelisch, 61 (1,8 %) Juden. Es gehörte zur Bielitz-Bialaer Sprachinsel.
1920 nach dem Zusammenbruch der k.u.k. Monarchie und dem Ende des Polnisch-Tschechoslowakischen Grenzkriegs kam Kamienica zu Polen. Unterbrochen wurde dies nur durch die Besetzung Polens durch die Wehrmacht im Zweiten Weltkrieg.
Kamienica wurde am 1. Januar 1969 zum Teil mit der Stadt Bielsko-Biała eingemeindet, der Rest im Jahre 1977.

## Religion
Die römisch-katholische Pfarrei (errichtet im Jahre 1903) gehört zum Bistum Bielsko-Żywiec. Die evangelisch-lutherische Filialgemeinde gehört zur Gemeinde Stare Bielsko, Diözese Cieszyn.

## Gebäude
- Die katholische Pfarrkirche St. Margarethe (Kościół św. Małgorzaty) wurde 1897–99 zur 50-jährigen Herrschaft des österreichischen Kaisers Franz Josef II. errichtet. Der Entwurf der neogotischen Basilika stammt von dem Wiener Architekten Karl Steinhöfer.  Sie wurde in den Jahren 1976–82 und 1990–95 renoviert und erhielt dabei eine neue Ausstattung.[14]

- Die evangelische Kirche (Kościół ewangelicki w Bielsku-Białej-Kamienicy) wurde 1899 auf dem Friedhof errichtet.

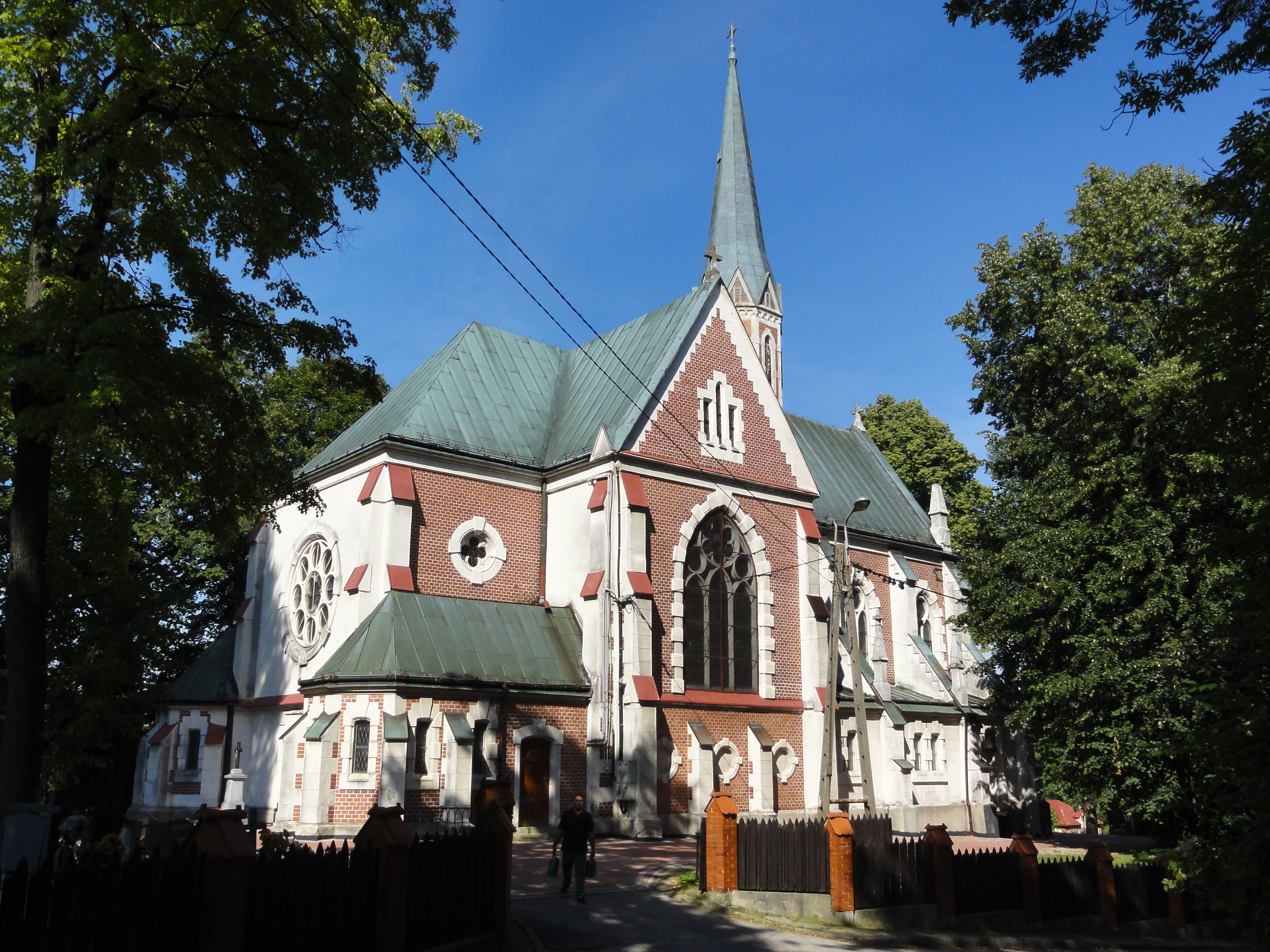
Katholische Pfarrkirche St. Margarethe
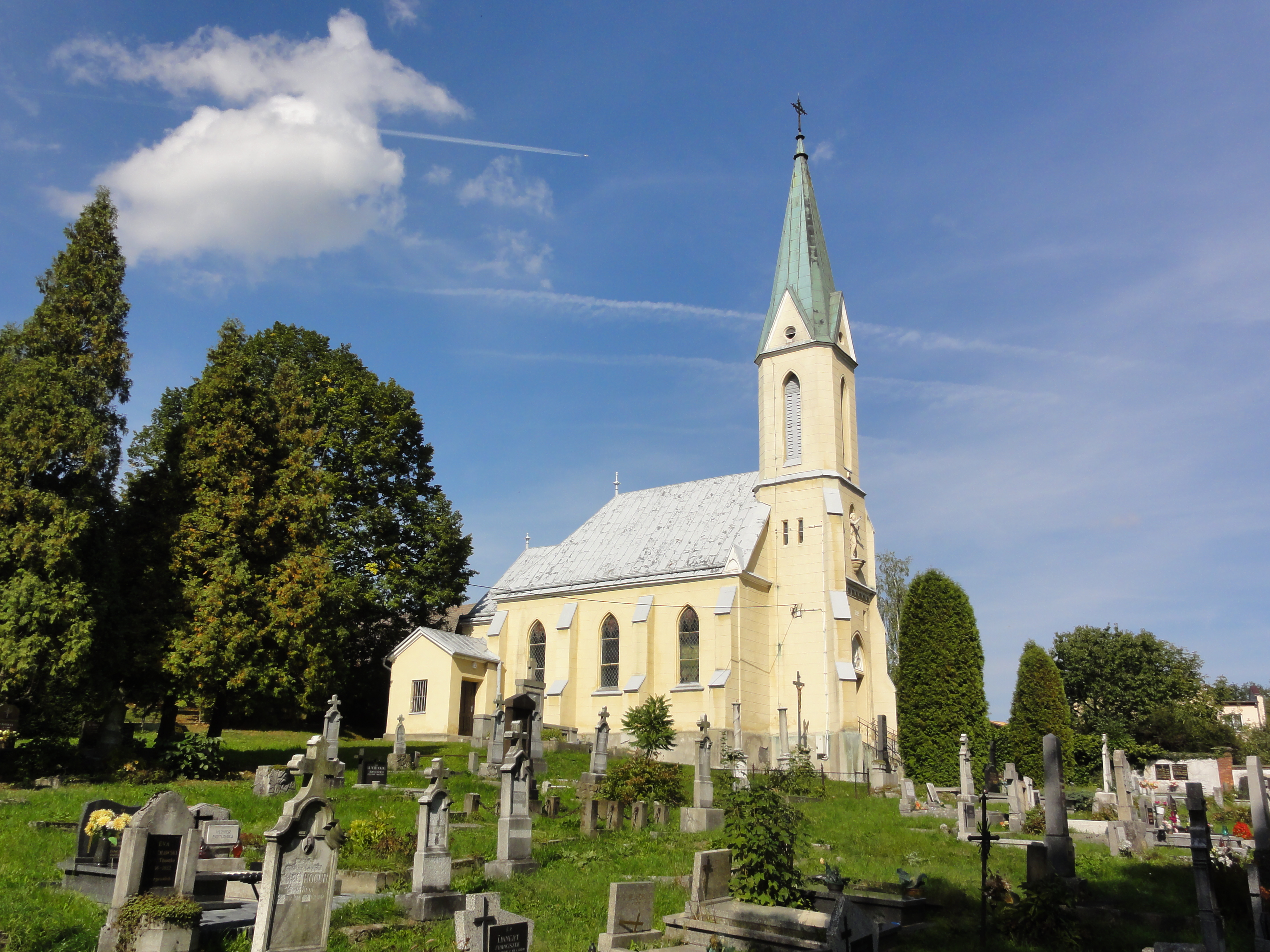
Evangelische Filialkirche (1899 gebaut)